# Đình Cao
Đình Cao là một xã thuộc huyện Phù Cừ, tỉnh Hưng Yên, Việt Nam.

## Địa lý
Xã Đình Cao có diện tích 9,99 km², dân số năm 2019 là 9.920 người, mật độ dân số đạt 993 người/km².

## Lịch sử
Sau năm 1946, Chí Minh, Duyên Hà là hai xã thuộc huyện Phù Cừ.
Năm 1947, sáp nhập xã Duyên Hà vào xã Chí Minh.
Sau năm 1957, đổi tên xã Chí Minh thành xã Đình Cao.
Ngày 26 tháng 1 năm 1968, tỉnh Hưng Yên hợp nhất với tỉnh Hải Dương thành tỉnh Hải Hưng và xã Đình Cao thuộc huyện Phù Cừ, tỉnh Hải Hưng.
Ngày 11 tháng 3 năm 1977, Hội đồng Chính phủ ban hành Quyết định 58-CP về việc hợp nhất hai huyện Phù Cừ và Tiên Lữ thành huyện Phù Tiên và xã thuộc huyện Phù Tiên, tỉnh Hải Hưng.
Ngày 6 tháng 11 năm 1996, Quốc hội ban hành Nghị quyết về việc chia tỉnh Hải Hưng thành 2 tỉnh Hải Dương và Hưng Yên và xã Đình Cao thuộc huyện Phù Tiên, tỉnh Hưng Yên.
Ngày 24 tháng 2 năm 1997, Chính phủ ban hành Nghị định 17-CP về việc chuyển xã Đình Cao thuộc huyện Phù Tiên về huyện Phù Cừ mới tái lập quản lý.